# Gonda (Stadt)
Gonda ist eine Stadt im nordindischen Bundesstaat Uttar Pradesh.
Gonda liegt in der nordindischen Ebene 110 km ostnordöstlich von Lucknow. Die Stadt ist Verwaltungssitz des gleichnamigen Distrikts.
Die Uttar-Pradesh-Fernstraße 30 verbindet Gonda mit Bahraich und Faizabad.
Gonda besitzt als Stadt den Status eines Nagar Palika Parishad. Die Stadt ist in 27 Wards gegliedert. Beim Zensus 2011 hatte Gonda 114.046 Einwohner.